# Championnats du monde de sambo
Les championnats du monde de sambo sont une compétition internationale de sambo, organisée par la Fédération internationale des luttes associées de 1973 à 1984 puis par la Fédération internationale de sambo.
La première édition a lieu en 1977 à Téhéran, et réunit des sportifs de onze pays. En 1983, des championnats féminins sont organisés à Madrid.

## Liste des championnats
| Année | Ville               | Pays                     |
| ----- | ------------------- | ------------------------ |
| 1973  | Téhéran             | Iran                     |
| 1974  | Oulan Bator         | Mongolie                 |
| 1975  | Minsk               | Union soviétique         |
| 1979  | Madrid              | Espagne                  |
| 1981  | Téhéran             | Iran                     |
| 1982  | Paris               | France                   |
| 1983  | Kiev (M) Madrid (F) | Union soviétique Espagne |
| 1984  | Madrid              | Espagne                  |
| 1985  | Saint-Sébastien     | Espagne                  |
| 1986  | Saint-Jean-de-Luz   | France                   |
| 1987  | Milan               | Italie                   |
| 1988  | Montréal            | Canada                   |
| 1989  | West Orange         | États-Unis               |
| 1990  | Moscou              | Union soviétique         |
| 1991  | Montréal            | Canada                   |
| 1992  | Herne Bay           | Royaume-Uni              |
| 1993  | Kstovo              | Russie                   |
| 1994  | Novi Sad            | Yougoslavie              |
| 1995  | Sofia               | Bulgarie                 |
| 1996  | Tokyo               | Japon                    |
| 1997  | Tbilissi            | Géorgie                  |
| 1998  | Kaliningrad         | Russie                   |
| 1999  | Gérone              | Espagne                  |
| 2000  | Kiev                | Ukraine                  |
| 2001  | Krasnoïarsk         | Russie                   |
| 2002  | Panama              | Panama                   |
| 2003  | Saint-Pétersbourg   | Russie                   |
| 2004  | Chișinău            | Moldavie                 |
| 2005  | Astana              | Kazakhstan               |
| 2006  | Sofia               | Bulgarie                 |
| 2007  | Prague              | Tchéquie                 |
| 2008  | Saint-Pétersbourg   | Russie                   |
| 2009  | Thessalonique       | Grèce                    |
| 2010  | Tachkent            | Ouzbékistan              |
| 2011  | Vilnius             | Lituanie                 |
| 2012  | Minsk               | Biélorussie              |
| 2013  | Saint-Pétersbourg   | Russie                   |
| 2014  | Narita              | Japon                    |
| 2015  | Casablanca          | Maroc                    |
| 2016  | Sofia               | Bulgarie                 |
| 2017  | Sotchi              | Russie                   |
| 2018  | Bucarest            | Roumanie                 |
| 2019  | Cheongju            | Corée du Sud             |
| 2020  | Novi Sad            | Serbie                   |
| 2021  | Tachkent            | Ouzbékistan              |
| 2022  | Bishkek             | Kirghizistan             |
| 2023  | Erevan              | Arménie                  |